# Cohors I milliaria sagittariorum

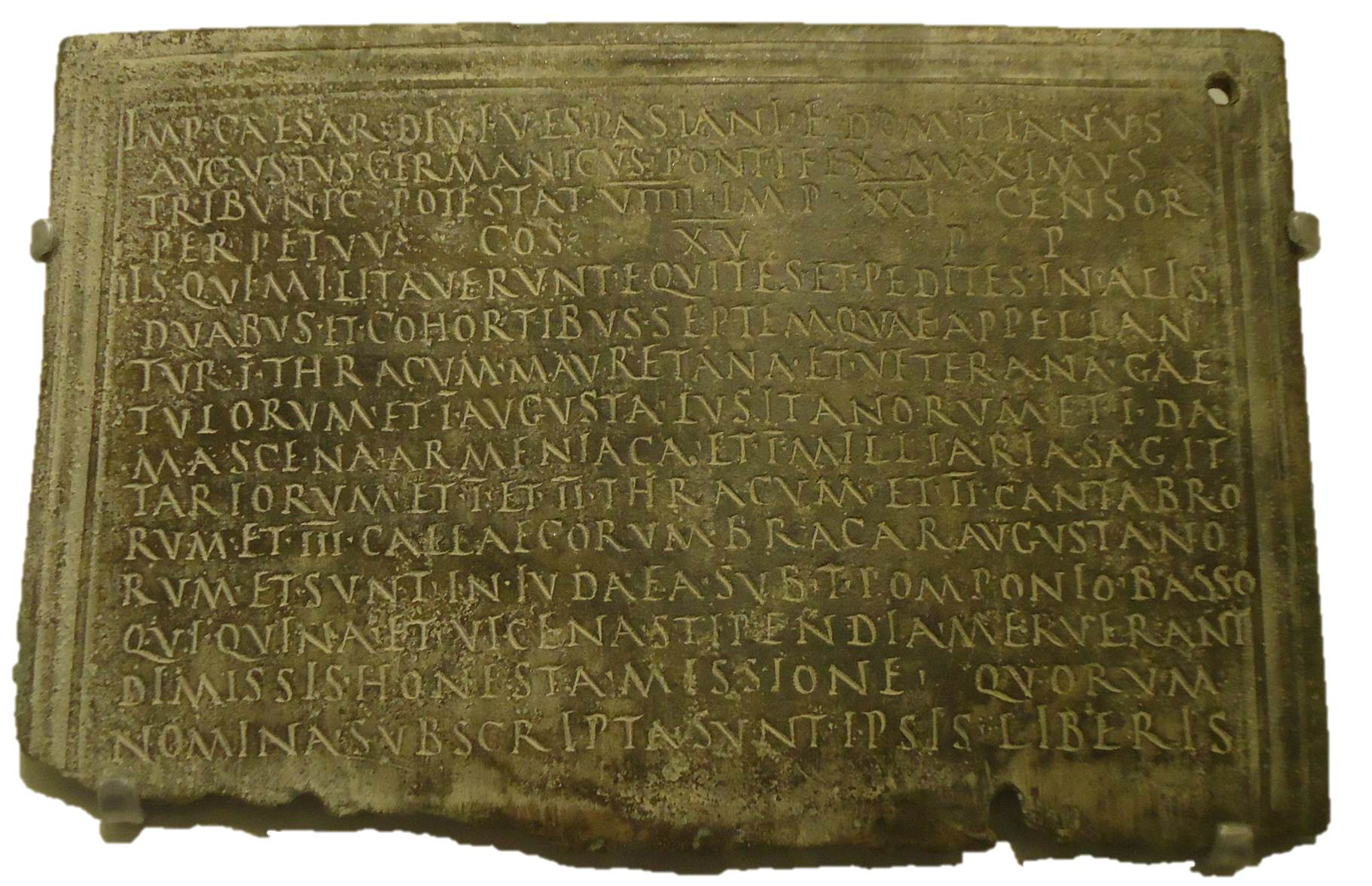
Das Militärdiplom des Jahres 90

Die Cohors I milliaria sagittariorum (deutsch 1. Kohorte milliaria der Bogenschützen) war eine römische Auxiliareinheit. Sie ist durch Militärdiplome belegt.

## Namensbestandteile
- Cohors: Die Kohorte war eine Infanterieeinheit der Auxiliartruppen in der römischen Armee.

- I: Die römische Zahl steht für die Ordnungszahl die erste (lateinisch prima). Daher wird der Name dieser Militäreinheit als Cohors prima .. ausgesprochen.

- milliaria: 1000 Mann. Je nachdem, ob es sich um eine Cohors milliaria peditata, eine reine Infanterie-Kohorte oder um eine Cohors milliaria equitata, einen gemischten Verband aus Infanterie und Kavallerie handelt, lag die Sollstärke der Einheit entweder bei 800 oder 1040 Mann.

- sagittariorum: der Bogenschützen.

Da es keine Hinweise auf den Namenszusatz equitata (teilberitten) gibt, ist davon auszugehen, dass es sich um eine Cohors milliaria peditata, eine reine Infanterie-Kohorte, handelt. Die Sollstärke der Einheit lag bei 800 Mann, bestehend aus 10 Centurien mit jeweils 80 Mann.

## Geschichte
Die Kohorte war in der Provinz Iudaea stationiert. Sie ist auf Militärdiplomen für die Jahre 86 bis 90 n. Chr. aufgeführt.
Der erste Nachweis der Einheit in Iudaea beruht auf einem Diplom, das auf 86 datiert ist. In dem Diplom wird die Kohorte als Teil der Truppen aufgeführt (siehe Römische Streitkräfte in Iudaea), die in der Provinz stationiert waren. Ein weiteres Diplom, das auf 90 datiert ist, belegt die Einheit in derselben Provinz.

## Standorte
Standorte der Kohorte sind nicht bekannt.

## Angehörige der Kohorte
Folgende Angehörige der Kohorte sind bekannt:
- Honaenus, ein Fußsoldat: das Diplom von 86 wurde für ihn ausgestellt.
- Lucius Pedusius Herennianus: er wird auf dem Diplom von 86 als Kommandeur genannt.